# Monofosfato de citidina
O monofosfato de citidina, também conhecido como ácido 5'-citidílico ou simplesmente citidilato, abreviado como CMP, é um nucleotídeo usado como monômero no RNA. É um éster do ácido fosfórico com o nucleosídeo citidina. O CMP consiste no grupo fosfato, na pentose açúcar ribose e na nucleobase citosina; portanto, um monofosfato de ribonucleosídeo. Como substituinte, assume a forma do prefixo citidilil-.

## Metabolismo
A CMP pode ser fosforilada em difosfato de citidina pela enzima CMP cinase, com trifosfato de adenosina ou trifosfato de guanosina doando o grupo fosfato. Como o trifosfato de citidina é gerado pela aminação do trifosfato de uridina, a principal fonte de CMP é o RNA sendo decomposto pelo RNAse.